# Aeroportul Internațional Myrtle Beach
Aeroportul Internațional Myrtle Beach (IATA: MYR, ICAO: KMYR, FAA LID: MYR) este un aeroport din Carolina de Sud, Statele Unite ale Americii ce deservește zona Myrtle Beach⁠(d). Aeroportul a fost tranzitat în 2019 de 2.570.400 de pasageri. A fost numit după zona deservită.
Situat la o altitudine de 8 m, aeroportul dispune de 1 pistă.

## Infrastructură

### Piste
Aeroportul dispune de o singură pistă. Pista 18/36 are suprafața de asfalt și dimensiunile 9.503 picioare × 150 picioare. 